# Arthur Napoleão
Arthur Napoleão dos Santos (Porto, 6 de março de 1843 — Rio de Janeiro, 12 de maio de 1925) foi um pianista, compositor, editor de partituras musicais, professor e comerciante luso-brasileiro. Mudou-se em 1866 para o Brasil, onde viveu o resto da sua vida.

## Biografia
Foi criança prodígio, tendo dado o seu primeiro recital aos sete anos de idade. Fez recitais por toda a Europa, tendo tocado em dueto com Henri Vieuxtemps e Henryk Wieniawski.
Em 1866 estabeleceu-se no Rio de Janeiro onde se tornou comerciante de instrumentos musicais e partituras e editor de músicas. Como editora, a famosa Casa Artur Napoleão contribuiu significativamente para a divulgação da música brasileira durante décadas.
Continuou a atuar como pianista concertista e camerista, destacando-se o duo formado com o violinista cubano Joseph White. Sua obra composicional é praticamente dedicada ao piano. Também foi professor de piano, tendo Chiquinha Gonzaga como uma de suas alunas.
Fundou, em 1883, uma sociedade de concertos clássicos no Rio de Janeiro.
Além da música, interessava-se pelo xadrez, tendo sido o autor da Caissana Brasileira, um livro com problemas de xadrez, publicado em 1898. Três anos mais tarde, participou do primeiro jogo de xadrez disputado à distância (em consulta e por telégrafo) por uma equipe do Brasil e uma da Argentina - que terminou com a vitória da Argentina.
Arthur Napoleão é patrono da cadeira número 18 da Academia Brasileira de Música fundada por Walter Burle-Marx.

## Obras principais
Música orquestral
- Camões (orquestra e banda)
- L'Africaine (piano e orquestra)
- Hino do Acre
- Hino do Espírito Santo

Música instrumental
- A Brasileira (piano);
- A Caprichosa (piano);
- Elvira (piano);
- A Fluminense (piano);
- Uma Primeira impressão do Brasil (piano);
- Soirée de Rio (piano);
- Soirées intimes (piano);
- Teus olhos (piano).

Música para voz e piano
- Se Tu Me Amasses;
- Miragem.[3]